# Halenia
Genre
Halenia est un genre de plantes de la famille des Gentianaceae.

## Liste d'espèces
Selon Catalogue of Life (20 août 2015) :
- Halenia adpressa Allen
- Halenia alata (Mart. & Gal.) Hemsl.
- Halenia alleniana Standl. ex R.L. Wilbur
- Halenia aquilegiella Standl.
- Halenia asclepiadea (Kunth) G. Don
- Halenia barbicaulis Gilg
- Halenia bella Gilg
- Halenia bifida Rusby & Allen
- Halenia brevicornis (Kunth) G. Don
- Halenia caespitosa Gilg
- Halenia campanulata Cuatrec.
- Halenia corniculata (L.) Cornaz
- Halenia crumiana R.L. Wilbur
- Halenia cuatrecasasii C. K. Allen
- Halenia dasyantha Gilg
- Halenia decumbens Benth.
- Halenia deflexa (Sm.) Griseb.
- Halenia elegans Allen
- Halenia elliptica D. Don
- Halenia euryphylla C. K. Allen
- Halenia foliosa Gilg
- Halenia garcia-barrigae C. K. Allen
- Halenia gentianoides Wedd.
- Halenia gigantea Allen
- Halenia gracilis (Kunth) G. Don
- Halenia herzogii Gilg
- Halenia hieronymi Gilg
- Halenia hintonii Bullock
- Halenia hoppii Reim.
- Halenia hygrophila Gilg
- Halenia hypericoides (Kunth) Griseb.
- Halenia inaequalis Wedd.
- Halenia insignis C. K. Allen
- Halenia kalbreyeri Gilg
- Halenia karstenii Gilg
- Halenia killipii Allen
- Halenia longicaulis J.S. Pringle
- Halenia macrantha Gilg
- Halenia major
- Halenia mathewsii Gilg
- Halenia minima Allen
- Halenia nivalis C. K. Allen
- Halenia occulta C. K. Allen
- Halenia palmeri A. Gray
- Halenia parallela Allen
- Halenia pauana Cuatrec.
- Halenia penduliflora Gilg
- Halenia perijana K.B.Hagen
- Halenia phyllophora C. K. Allen
- Halenia phyteumoides Gilg
- Halenia pinifolia Ruiz & Pav. ex G. Don
- Halenia plantaginea Griseb.
- Halenia pringlei Robinson & Seaton
- Halenia pulchella Gilg
- Halenia purdieana Wedd.
- Halenia pusilla Gilg
- Halenia recurva (Sm.) Allen
- Halenia rhyacophila Allen
- Halenia robusta Gilg
- Halenia rusbyi Gilg
- Halenia schiedeana Griseb.
- Halenia schultzei Gilg apud Allen
- Halenia serpyllifolia J.S. Pringle
- Halenia silenoides Gilg
- Halenia spatulata Allen
- Halenia sphagnicola Gilg
- Halenia stellarioides Gilg
- Halenia stuebelii Gilg
- Halenia taruga-gasso Gilg
- Halenia tolimae Gilg
- Halenia tonzattii Greenman
- Halenia umbellata (Ruiz & Pav.) Gilg
- Halenia valerianoides Gilg
- Halenia venezuelensis C. K. Allen
- Halenia verticillata Gilg
- Halenia vincetoxicoides Gilg
- Halenia viridis (Griseb.) Gilg
- Halenia weberbaueri Allen
- Halenia weddelliana Gilg

Selon GRIN (20 août 2015) :
- Halenia corniculata (L.) Cornaz
- Halenia elliptica D. Don

Selon ITIS (20 août 2015) :
- Halenia asclepiadea (Kunth) G. Don
- Halenia deflexa (Sm.) Griseb.
- Halenia rothrockii A. Gray

Selon NCBI (20 août 2015) :
- Halenia alleniana
- Halenia aquilegiella
- Halenia brevicornis
- Halenia conzatii
- Halenia corniculata
- Halenia crumiana
- Halenia decumbens
- Halenia deflexa
- Halenia elliptica
- Halenia kalbreyeri
- Halenia longicaulis
- Halenia minima
- Halenia palmeri
- Halenia plantaginea
- Halenia pringlei
- Halenia pulchella
- Halenia recurva
- Halenia rhyacophila
- Halenia rusbyi
- Halenia schiedeana
- Halenia serpyllifolia
- Halenia taruga-gasso
- Halenia umbellata
- Halenia viridis
- Halenia weddelliana

Selon The Plant List (20 août 2015) :
- Halenia adpressa C.K. Allen
- Halenia alata (M. Martens & Galeotti) Hemsl.
- Halenia alleniana Standl. ex Wilbur
- Halenia aquilegiella Standl.
- Halenia asclepiadea (Kunth) G. Don
- Halenia barbicaulis Gilg
- Halenia bella Gilg
- Halenia bifida C.K. Allen
- Halenia brevicornis (Kunth) G.Don
- Halenia caespitosa Gilg
- Halenia campanulata Cuatrec.
- Halenia conzattii Greenm.
- Halenia corniculata (L.) Cornaz
- Halenia crumiana Wilbur
- Halenia cuatrecasasii C.K. Allen
- Halenia dasyantha Gilg
- Halenia decumbens Benth.
- Halenia deflexa (Sm.) Griseb.
- Halenia elegans C.K. Allen
- Halenia elliptica D.Don
- Halenia euryphylla C.K.Allen
- Halenia foliosa Gilg
- Halenia garcia-barrigae C.K. Allen
- Halenia gentianoides Wedd.
- Halenia gigantea C.K. Allen
- Halenia gracilis (Kunth) G. Don
- Halenia herzogii Gilg
- Halenia hieronymi Gilg
- Halenia hintonii Bullock
- Halenia hoppii Reimers
- Halenia hygrophila Gilg
- Halenia hypericoides (Kunth) G. Don
- Halenia inaequalis Wedd.
- Halenia insignis C.K. Allen
- Halenia kalbreyeri Gilg
- Halenia karstenii Gilg
- Halenia killipii C.K. Allen
- Halenia longicaulis J.S. Pringle
- Halenia macrantha Gilg
- Halenia major Wedd.
- Halenia mathewsii Gilg
- Halenia minima C.K. Allen
- Halenia palmeri A. Gray
- Halenia parallela C.K. Allen
- Halenia pauana Cuatrec.
- Halenia penduliflora Gilg
- Halenia phyllophora C.K. Allen
- Halenia phyteumoides Gilg
- Halenia pinifolia Ruiz & Pav. ex G. Don
- Halenia plantaginea (Kunth) G.Don
- Halenia pringlei B.L.Rob. & Seaton
- Halenia pulchella Gilg
- Halenia pusilla Gilg
- Halenia recurva C.K. Allen
- Halenia rhyacophila C.K.Allen
- Halenia robusta Gilg
- Halenia rusbyi Gilg
- Halenia schiedeana Griseb.
- Halenia schultzei Gilg ex C.K. Allen
- Halenia serpyllifolia J.S. Pringle
- Halenia silenoides Gilg
- Halenia spatulata C.K. Allen
- Halenia sphagnicola Gilg
- Halenia stellarioides Gilg
- Halenia stuebelii Gilg
- Halenia subinvolucrata Gilg
- Halenia taruga-gasso Gilg
- Halenia tolimae Gilg
- Halenia umbellata (Ruiz & Pav.) Gilg
- Halenia valerianoides Gilg
- Halenia venezuelensis C.K.Allen
- Halenia verticillata Gilg
- Halenia vincetoxicoides Gilg
- Halenia viridis (Griseb.) Gilg
- Halenia weberbaueri C.K. Allen
- Halenia weddelliana Gilg

Selon Tropicos (20 août 2015) (Attention liste brute contenant possiblement des synonymes) :
- Halenia adpressa C.K. Allen
- Halenia alata (M. Martens & Galeotti) Hemsl.
- Halenia alleniana Standl. ex Wilbur
- Halenia antigonorrhoica Gilg
- Halenia apiculata M. Martens & Galeotti
- Halenia aquilegiella Standl.
- Halenia asclepiadea (Kunth) G. Don
- Halenia barbicaulis Gilg
- Halenia bella Gilg
- Halenia bifida C.K. Allen
- Halenia brentoniana Griseb.
- Halenia brevicornis (Kunth) G. Don
- Halenia caespitosa Gilg
- Halenia caleoides C.K. Allen
- Halenia campanulata Cuatrec.
- Halenia candida Ramirez
- Halenia chlorantha Greenm.
- Halenia conzattii Greenm.
- Halenia corniculata (L.) Cornaz
- Halenia crassiuscula B.L. Rob. & Seaton
- Halenia crumiana Wilbur
- Halenia cuatrecasasii C.K. Allen
- Halenia cucullata Sessé & Moc.
- Halenia dasyantha Gilg
- Halenia decumbens Benth.
- Halenia deflexa (Sm.) Griseb.
- Halenia deltoidea Gand.
- Halenia dombeyana (Griseb.) Wedd.
- Halenia elata Wedd.
- Halenia elegans C.K. Allen
- Halenia elliptica D. Don
- Halenia elongata D. Don ex G. Don
- Halenia erythraeoides Gilg
- Halenia euryphylla C.K. Allen
- Halenia fischeri Graham
- Halenia foliosa Gilg
- Halenia garcia-barrigae C.K. Allen
- Halenia gentianoides Wedd.
- Halenia gigantea C.K. Allen
- Halenia gracilis (Kunth) G. Don
- Halenia guatemalensis Loes.
- Halenia herzogii Gilg
- Halenia heterantha Griseb.
- Halenia hieronymi Gilg
- Halenia hintonii Bullock
- Halenia hoppii Reimers
- Halenia hygrophila Gilg
- Halenia hypericoides (Kunth) G. Don
- Halenia inaequalis Wedd.
- Halenia insignis C.K. Allen
- Halenia jamesonii Gilg
- Halenia japonica Gand.
- Halenia kalbreyeri Gilg
- Halenia kalbreyeri x weddelliana
- Halenia karstenii Gilg
- Halenia killipii C.K. Allen
- Halenia longicaulis J.S. Pringle
- Halenia longicornu M. Martens & Galeotti
- Halenia macrantha Gilg
- Halenia major Wedd.
- Halenia mathewsii Gilg
- Halenia meyeri-johannis Gilg
- Halenia micranthella Briq.
- Halenia minima C.K. Allen
- Halenia multiflora Benth.
- Halenia nudicaulis M. Martens & Galeotti
- Halenia nutans M. Martens & Galeotti
- Halenia palmeri A. Gray
- Halenia parallela C.K. Allen
- Halenia parviflora (Kunth) G. Don
- Halenia pauana Cuatrec.
- Halenia paucifolia (M. Martens & Galeotti) Hemsl.
- Halenia pavoniana G. Don
- Halenia penduliflora Gilg
- Halenia perijana K. Hagen
- Halenia perrottetii Griseb.
- Halenia phyllophora C.K. Allen
- Halenia phyteumoides Gilg
- Halenia pichinchensis Gilg
- Halenia pinifolia Ruiz & Pav. ex G. Don
- Halenia plantaginea (Kunth) G. Don
- Halenia platyphylla C.K. Allen
- Halenia pringlei B.L. Rob. & Seaton
- Halenia pulchella Gilg
- Halenia purdieana Wedd.
- Halenia purpusii Brandegee
- Halenia pusilla Gilg
- Halenia recurva (Sm.) C.K. Allen
- Halenia rhyacophila C.K. Allen
- Halenia robusta Gilg
- Halenia rothrockii A. Gray
- Halenia rusbyi Gilg
- Halenia scapiformis Briq.
- Halenia schiedeana Griseb.
- Halenia schultzei Gilg ex C.K. Allen
- Halenia serpyllifolia J.S. Pringle
- Halenia shannonii Briq.
- Halenia silenoides Gilg
- Halenia spatulata C.K. Allen
- Halenia sphagnicola Gilg
- Halenia stellarioides Gilg
- Halenia stuebelii Gilg
- Halenia subinvolucrata Gilg
- Halenia taruga-gasso Gilg
- Halenia tolimae Gilg
- Halenia tuerckheimii Briq.
- Halenia umbellata (Ruiz & Pav.) Gilg
- Halenia valerianoides Gilg
- Halenia vaniotii H. Lév.
- Halenia venezuelensis C.K. Allen
- Halenia verticillata Gilg
- Halenia vincetoxicoides Gilg
- Halenia viridis (Griseb.) Gilg
- Halenia weberbaueri C.K. Allen
- Halenia weddelliana Gilg
- Halenia woodsoniana C.K. Allen